# Jennifer Hepler
Jennifer Brandes Hepler est une développeuse de jeux vidéo et scénariste américaine. Elle est notamment connue pour son travail chez le studio de développement Bioware sur la série de jeux vidéos de rôle Dragon Age, et pour le harcèlement qu'elle a subi sur internet à la suite de son travail sur cette licence. Elle écrit aussi des modules pour des jeux de rôles et des épisodes de télévision.

## Carrière
Jennifer Hepler commence à écrire professionnellement dès le lycée en essayant de vendre des nouvelles. À l'université, elle rencontre Chris Hepler qui lui fait découvrir le monde des jeux de rôles avec Shadowrun et Vampire : La Mascarade. Elle se prend alors de passion pour les jeux de rôles. Au cours de ses études universitaires, avec Chris Hepler elle écrit plusieurs livres d'aventures pour Shadowrun : Earthdawn et Paranoia.
Après ses études, Hepler tente d'écrire pour Hollywood pendant six ans avant de réaliser que ce milieu ne lui convient pas. Elle rencontre alors BioWare lors d'une édition de la Games Developper Conference.
Au travers de sa carrière, Jennifer Hepler cultive une approche inclusive, scénaristique, et relationnelle du développement de jeux vidéos. Elle affirme en 2013 que tout le monde joue aux jeux vidéos maintenant, et qu'elle souhaite travailler sur des projets qui dépassent la démographie des hommes blancs hétérosexuels en permettant de jouer et romancer n'importe quel genre.

### Scénariste chez BioWare
Jennifer Hepler travaille chez Bioware jusqu'en 2013, notamment sur Dragon Age: Origins, Dragon Age 2, et sur le jeu de rôle en ligne massivement multijoueur Star Wars: the Old Republic. Elle écrit le profil du personnage joueur du nain roturier, Orzammar (un royaume nain) et la zone des Tréfonds pour le premier jeu Dragon Age. Puis l'histoire des personnages d'Anders, Sebastian, Bethany, ainsi que la majorité des quêtes autour de l'arc narratif des Mages-Templiers pour Dragon Age 2. Enfin pour Star Wars: the Old Republic, elle écrit les quêtes du monde de Tatooin, Taris, Nar Shaadda, Balmorra et Alderaan. Hepler s'occupe aussi d'encadrer les nouveaux auteurs et de relire le travail d'autres scénaristes. Elle considère son travail chez Bioware comme étant composé de 80% d'écriture, et 20% de vérification du travail d’autrui. Elle est par ailleurs responsable de l'écriture de la romance homosexuelle avec le personnage d'Anders dans Dragon Age 2 qu'elle refuse de rendre moins importante ou émotionnelle que la relation hétérosexuelle.

### Scénariste pour Disruptor Beam
Après son départ de BioWare, Jennifer Hepler écrit pour Disruptor Beam pendant deux ans sur le jeu point and click de stratégie et de rôle Game of Throne: Ascent basé sur les livres A song of Ice and Fire de George R.R. Martin.
Elle annonce aussi vouloir s'impliquer dans le jeu vidéo de rôle de science fiction Ambrov X si le financement participatif du projet atteint les 750 000 $. Cependant le projet n'atteint pas la somme nécessaire pour entrer en production et est annulé.

### Scénariste chez Kognito
En 2015, Jennifer Hepler rejoint Kognito pour le développement de jeux interactifs de conversations ayant pour but d'éduquer, de motiver et d'aider émotionnellement. Après le harcèlement qu'elle subit à la suite de la sortie de Dragon Age 2, elle dit ne plus vouloir travailler sur des jeux vidéos produisant des fantasmes de puissance chez les joueurs, et apprécie l'approche de Kognito basée sur la reconnaissance des besoins de l'interlocuteur dans les choix de dialogues. Passer de l'écriture de dialogues de jeu vidéo à ceux des jeux de Kognito se révèle être un défi pour Hepler. Les premiers suivent généralement un arbre de possibilité étroit gravitant autour d'un chemin prédéfinit. Les seconds se basent sur l'écoute active, et la bonne chose à dire est dépendante de l'historique de la conversation.

## Harcèlement
Jennifer Hepler est au centre d'une vague de harcèlement sur internet au cours de l'année 2012 à la suite de la sortie du jeu Dragon Age 2. Des fans de Dragon Age: Origins, frustrés par les changements apportés au second jeu de la licence, insultent et menacent l'équipe de développement sur les réseaux sociaux Reddit et Twitter, et organisent des pétitions appelant BioWare à les licencier.
C'est à cette période que refait surface une interview de Jennifer Hepler réalisée en 2006 dont des extraits sont postés sur Reddit par un utilisateur la décrivant comme « le cancer tuant BioWare ». Le post est supprimé peu après par l'équipe de modération de la page r/gaming. Dans cette interview, elle explique notamment qu'elle aimerait qu'il soit possible dans les jeux vidéos de passer les combats pour se concentrer sur l'histoire, de la même façon qu'il est possible de passer rapidement les dialogues. Elle dit aussi que ce qu'elle aime le moins dans son travail est de devoir jouer aux jeux vidéos, étant une mère n'ayant pas beaucoup de temps libre, et ayant rejoint l'industrie par amour de l'écriture et non du jeu. Enfin, elle parle des enjeux d'inclusivité des femmes dans le jeu vidéo. Elle est alors tenue responsable des changements du système de combat de Dragon Age 2, et accusée d'y forcer l'inclusion de personnages gays. Elle reçoit des insultes misogynes et des menaces de mort dirigées envers elle et sa famille. Jennifer Hepler est défendue par le directeur général de BioWare Aaryn Flynn sur Twitter, et répond elle-même aux insultes et menaces qu'elle reçoit avec véhémence.
Elle décrit plus tard cette expérience comme horrifique. Le harcèlement qu'elle subit la pousse à considérer si le genre de jeux nourrissant un fantasme de puissance qu'elle scénarise sous la direction de BioWare en est la cause. Elle affirme cependant avoir quitté le studio de développement pour des raisons familiales et non à cause du harcèlement.